# Burgos-BH/Saison 2014
Dieser Artikel listet Erfolge und Fahrer des Radsportteams Burgos-BH in der Saison 2014 auf.

## Erfolge in der UCI Asia Tour
In der Saison 2014 gelangen dem Team nachstehende Erfolge in der UCI Asia Tour.
| Datum    | Rennen                  | Kat. | Sieger         |
| -------- | ----------------------- | ---- | -------------- |
| 10. Juni | 3. Etappe Tour de Korea | 2.1  | Juan José Oroz |

## Erfolge in der UCI Europe Tour
In der Saison 2014 gelangen dem Team nachstehende Erfolge in der UCI Europe Tour.
| Datum       | Rennen                                 | Kat. | Fahrer      |
| ----------- | -------------------------------------- | ---- | ----------- |
| 17. Mai     | 2. Etappe Vuelta a Castilla y León     | 2.1  | David Belda |
| 16.–18. Mai | Gesamtwertung Vuelta a Castilla y León | 2.1  | David Belda |
| 2. August   | 3. Etappe Volta a Portugal             | 2.1  | David Belda |
| 4. August   | 5. Etappe Volta a Portugal             | 2.1  | David Belda |

## Zugänge – Abgänge
| Zugänge                    | Team 2013                 | Abgänge          | Team 2014                 |
| -------------------------- | ------------------------- | ---------------- | ------------------------- |
| Igor Merino                | Euskadi                   | Luis Mas         | Caja Rural-Seguros RGA    |
| Diego Cuervo               | Neoprofi                  | Steve Bekaert    | Veranclassic-Doltcini     |
| Víctor Martín              | Neoprofi                  | Moisés Dueñas    | Club Ciclista Rías Baixas |
| Álvaro Robredo             | Neoprofi                  | Efrén Carazo     | Karriereende              |
| Ibai Salas                 | Neoprofi                  | Óscar Santamaría | Unbekannt                 |
| Juan José Oroz (ab 29.04.) | PinoRoad                  |                  |                           |
| Moisés Dueñas (ab 10.07.)  | Club Ciclista Rías Baixas |                  |                           |

## Mannschaft
| Name                | Geburtstag         | Nationalität |
| ------------------- | ------------------ | ------------ |
| Ander Arranz        | 22. September 1993 | Spanien      |
| Unai Arranz         | 22. September 1993 | Spanien      |
| David Belda         | 18. März 1983      | Spanien      |
| Federico Butto      | 4. Januar 1986     | Italien      |
| Diego Cuervo        | 6. Juni 1992       | Spanien      |
| Moisés Dueñas       | 10. Mai 1981       | Spanien      |
| Darío Hernández     | 31. Mai 1990       | Spanien      |
| Víctor Martín       | 8. April 1990      | Spanien      |
| Igor Merino         | 16. Oktober 1990   | Spanien      |
| Juan José Oroz      | 11. Juli 1980      | Spanien      |
| Jesús del Pino      | 9. September 1990  | Spanien      |
| Juan Carlos Riutort | 27. Juni 1991      | Spanien      |
| Álvaro Robredo      | 3. April 1993      | Spanien      |
| Ibai Salas          | 4. Juli 1991       | Spanien      |
| Pablo Torres        | 27. November 1987  | Spanien      |